# توم أندروود
توم أندروود (بالإنجليزية: Tom Underwood)‏ هو لاعب كرة قاعدة أمريكي، ولد في 22 ديسمبر 1953 في كوكومو في الولايات المتحدة، وتوفي في 22 نوفمبر 2010 في ويست بالم بيتش في الولايات المتحدة بسبب سرطان البنكرياس.

## وصلات خارجية
- توم أندروود على موقع دوري كرة القاعدة الرئيسي (الإنجليزية)
- توم أندروود على موقعبيزبول رفرنس.كوم (الدوري الرئيسي) (الإنجليزية)
- توم أندروود على موقعبيزبول رفرنس.كوم (الدوري الثانوي) (الإنجليزية)
- توم أندروود على موقع إي إس بي إن.كوم (أم.أل.بي) (الإنجليزية)
- توم أندروود على موقع مشجعي الرسوم البيانية (الإنجليزية)